# Till We Meet Again
Till We Meet Again (Brasil: Um Lírio na Cruz / Portugal: Até à Vista) é um filme estadunidense de 1944, do gênero drama de guerra, dirigido por Frank Borzage e estrelado por Ray Milland e Barbara Britton.

## Sinopse
França ocupada, Segunda Guerra Mundial. O piloto norte-americano John é abatido e conduzido a um convento pela Resistência. A jovem noviça Clothilde interessa-se por ele e dispõe-se a ajudá-lo a fugir para a Inglaterra. John passa como sendo o marido de Madame Bouchard, uma mulher da vila próxima, e quando esta é presa, Clothilde toma seu lugar, com o nome de Louise Dupree. Enquanto os nazistas revistam o convento e matam a Madre Superiora, os dois, de posse de documentos falsos, empreendem uma fuga acidentada e fatal.

## Elenco
| Ator/Atriz        | Personagem                   |
| ----------------- | ---------------------------- |
| Ray Milland       | John                         |
| Barbara Britton   | Irmã Clothilde/Louise Dupree |
| Walter Slezak     | Major Vitrey                 |
| Lucile Watson     | Madre Superiora              |
| Konstantin Shayne | Major Krupp                  |
| Vladimir Sokoloff | Cabeau                       |
| Mona Freeman      | Elise                        |